# Digononta
Digononta – grupa zwierząt w typie wrotków (Rotifera) obejmująca wrotki jednopłciowe, reprezentowane tylko przez dzieworodne samice. Od Monogononta różnią się parzystymi jajnikami i brakiem pancerzyka. Większość zamieszkuje wody słodkie i słone, aczkolwiek niektóre opanowały środowiska lądowe o dużej wilgotności. Zaobserwowano wśród nich dzieworództwo i zdolność do anabiozy.
W trychotomicznym podziale wrotków na Monogononta, Digononta i Seisonida grupa ta klasyfikowana była w randze gromady. W podziałach dychotomicznych na Eurotatoria i Pararotatoria, uwzględniających budowę jajnika, grupa ta zaliczana jest do Eurotatoria i synonimizowana z Bdelloidea.